# Тираспольский конноегерский полк
Тираспольский конноегерский полк (до 1812 года — Тираспольский драгунский полк) — кавалерийская воинская часть Русской императорской армии, сформированная в 1806 году и упразднённая в 1833 году.

## История
24 июля 1806 года приказано выделить 2-й эскадрон Владимирского драгунского полка и 3-й эскадрон Таганрогского драгунского полка и, дополнив их рекрутами, сформировать 5-эскадронный Тираспольский драгунский полк. Расквартирован в Вязьме.
27 августа 1806 года учреждён запасный полуэскадрон; 8 ноября 1810 года упразднён.
30 ноября 1807 года полку пожалованы простые штандарты образца 1803 года, один белый с зелёными углами и четыре зелёных с белыми углами, с золотым шитьём и бахромой.
17 декабря 1812 года полк переименован в Тираспольский конноегерский полк. Штандарты велено сдать на хранение.
27 декабря 1812 года приказано привести полк в состав 6 действующих и 1 запасного эскадронов.
С 1817 года полк расквартирован в Липецке.
20 декабря 1828 года на гербы и пуговицы присвоен № 8.
18 октября 1829 года вместо запасного эскадрона приказано образовать пеший резерв.
2 апреля 1833 года приказано полк расформировать, в соответствие с Положением о переформировании кавалерии от 21 марта 1833 года.  1-й и 2-й эскадроны переданы в Уланский Его Императорского Высочества Великого Князя Михаила Павловича полк, 3-й, 4-й и 6-й эскадроны и пеший резерв — в Финляндский драгунский полк, 5-й эскадрон — в Московский драгунский полк.

## Боевые действия
В ходе русско-турецкой войны полк принял участие 29 августа 1809 года в сражении при с. Фрасина, 8 июля 1810 года — в бою при Дерекиой.
С началом Отечественной войны 1812 года полк состоял в Дунайской, затем — в 3-й Западной армии, прикрывал украинские губернии от польско-саксонских войск. С октября 1812 года действовал на коммуникациях противника в Польше, затем находился при осаде Замостья. В 1813 году полк в составе 1-го кавалерийского корпуса Резервной армии. Участвовал в Битве народов под Лейпцигом, затем был при осаде Магдебурга и под Гамбургом.
Во время польского восстания полк участвовал 19 марта 1831 года в сражении при Дембе-Вельке, 2 апреля — в бою у Лива.

## Шефы полка
- 24.08.1806 — 13.01.1808 — полковник (с 12.12.1807 генерал-майор) фон Трейден, Леонтий Иванович
- 27.01.1808 — 12.04.1808 — полковник Бельский, Артемий Ананьевич
- 27.04.1808 — 01.09.1814 — генерал-майор Репнинский, Степан Яковлевич

## Командиры полка
- 23.01.1808 — 13.01.1812 — подполковник князь Назаров, Давыд Михайлович (умер 26.10.1811)
- 13.01.1812 — 17.12.1815 — подполковник Рощаковский, Александр Петрович
- 17.12.1815 — 28.12.1817 — подполковник (с 30.08.1816 полковник) Данилович, Иван Кузьмич
- 01.01.1818 — 19.03.1820 — полковник Ольшевский, Осип Данилович
- 28.03.1820 — 30.08.1824 — полковник Яхонтов, Александр Андреевич
- 19.11.1824 — 18.02.1828 — полковник Петровский, Андрей Андреевич
- 18.02.1828 — 25.06.1829 — полковник Парфацкий, Аполлон Андреевич
- 30.08.1829 — 02.04.1833 — полковник Кусовников, Алексей Михайлович